# چارت لاگ مار

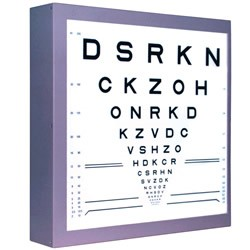
LogMAR نمودار

یک چارت LogMAR شامل ردیف‌هایی از حروف است که توسط چشم پزشکان یا optometrists و متخصصان بینایی برای برآورد حدت بینایی استفاده می‌شود. این نمودار توسعه داده شد در چشم‌انداز ملی مؤسسه تحقیقات استرالیا در سال ۱۹۷۶ و طراحی شده است برای تخمین دقیق تر از حدت نسبت به]چارت‌های دیگر (به عنوان مثال Snellen چارت) استفاده می‌شود. به این دلیل LogMAR به خصوص در یک تحقیق توصیه می‌شود.
هنگام استفاده از چارت LogMAR، حدت بینا بر اساس لگاریتم  کمترن زاویه رزولوشن به دست می‌آید . یک بیمار که می‌تواند جزئیات کوچک به عنوان ۱ دقیقه از زاویه دید را ببیند، نمرهٔ وی LogMAR 0 از پایه-۱۰ لگاریتم ۱ ۰; یک بیمار که می‌تواند جزئیات کوچک به عنوان ۲ دقیقه از زاویه دید را ببیند (یعنی کاهش حدت) نمهٔ وی LogMAR 0.3 از پایه-۱۰ لگاریتم ۲ است، زیرا که پایه ۱۰ لگاریتم ۲، ۰٫۳ است؛ و غیره.

## تاریخچه
چارت توسط ایان بیلی و Jan E Lovie-Kitchin در مؤسسه ملی تحقیقات چشم استرالیا طراحی شده است. توضیح انگیزه آن اها برای طراحی LogMAR چارت به شرح زیر است: "ما یک مجموعه از چارت‌های نزدیک طراحی کرده‌ایم که در آن، که در آن، فونت، اندازه پیشرفت اندازه، تعداد کلمات هر سطر و فاصلهٔ آن، در تلاش برای رسیدن به یک استاندارد انتخاب شده بودند ."

## ارتباط با Snellen نمودار

Snellen نمودار

این Snellen چارت است که قدمت آن به سال ۱۸۶۲ برمیگردد، معمولاً به منظور به منظور برآورد حدت بینایی استفاده می‌شود. یک Snellen نمره ۶/۶ (۲۰/۲۰) نشان می‌دهد که یک بیمار می‌تواند جزئیات کوچک به عنوان ۱ دقیقه از زاویه دید مربوط به LogMAR از ۰ (از پایه-۱۰ لگاریتم ۱ ۰) را بخواند؛ Snellen نمره از ۶/۱۲ (۲۰/۴۰) نشان می‌دهد یک بیمار می‌تواند جزئیات کوچک ۲ دقیقه از زاویه دید مربوط به LogMAR 0.3 (از پایه-۱۰ لگاریتم ۲ است ۰٫۳) را بخواند.

## ضبط حدت بینایی را با استفاده از نمودار LogMAR
| پا      | متر   | اعشاری | LogMAR |
| ------- | ----- | ------ | ------ |
| ۲۰/۲۰۰  | ۶/۶۰  | ۰٫۱۰   | ۱٫۰۰   |
| ۲۰/۱۶۰  | ۶/۴۸  | ۰٫۱۲۵  | ۰٫۹۰   |
| ۲۰/۱۲۵  | ۶/۳۸  | ۰٫۱۶   | ۰٫۸۰   |
| ۲۰/۱۰۰  | ۶/۳۰  | ۰٫۲۰   | ۰٫۷۰   |
| ۲۰/۸۰   | ۶/۲۴  | ۰٫۲۵   | ۰٫۶۰   |
| ۲۰/۶۳   | ۶/۱۹  | ۰٫۳۲   | ۰٫۵۰   |
| ۲۰/۵۰   | ۶/۱۵  | ۰٫۴۰   | ۰٫۴۰   |
| ۲۰/۴۰   | ۶/۱۲  | ۰٫۵۰   | ۰٫۳۰   |
| ۲۰/۳۲   | ۶/۹٫۵ | ۰٫۶۳   | ۰٫۲۰   |
| ۲۰/۲۵   | ۶/۷٫۵ | ۰٫۸۰   | ۰٫۱۰   |
| ۲۰/۲۰   | ۶/۶   | ۱٫۰۰   | ۰٫۰۰   |
| ۲۰/۱۶   | ۶/۴٫۸ | ۱٫۲۵   | -۰٫۱۰  |
| ۲۰/۱۲٫۵ | ۶/۳٫۸ | ۱٫۶۰   | -۰٫۲۰  |
| ۲۰/۱۰   | ۶/۳   | ۲٫۰۰   | -۰٫۳۰  |

هر حرف دارای یک نمره ارزش ۰٫۰۲ سیستم واحد است. از آنجا که ۵ حرف در هر خط وجود دارد، نمره کل به صورت یک خط در LogMAR نمودار نشان دهنده یک تغییر ۰٫۱ ورود به سیستم واحد است. فرمول مورد استفاده در محاسبه نمره است:
- LogMAR VA = 0.1 + LogMAR ارزش بهترین خط خوانده شده – 0.02 X (تعداد حرف‌های خوانده شده)

## مزایای استفاده از LogMAR بیش از دیگر نمودار
این LogMAR چارت برآورد دقیق تر از حدت نسبت به دیگر چارت‌های حدت (مثال Snellen نمودار) طراحی شده است. هر خط از LogMAR چارت شامل همان تعداد حروف تست می‌باشد (به طور مؤثر استاندار تست را در سراسر حرف size استاندارد کرده است); اسلون فونت استفاده می‌شود (حروف Sloan تقریباً به همان اندازه نسبت به دیگری خوانا هستند); اندازه حرف از خط به خط به صورت logarithmically متفاوت است، همان‌طور که فاصله بین خطوط متفاوت است (آسان تر ساختن چارت برای استفاده در استاندارد مشاهده فاصله). بعلاوه نمرهٔ LogMAR نهایی بر اساس مجموع از تمام حروفی است خوانده شده.

## کم بینایی و نابینایی تعریف با LogMAR
به سازمان بهداشت جهانی معیار برای کم بینایی را با استفاده از LogMAR تعیین می‌کند. کم بینایی به عنوان بهترین تصحیح بینایی بدتر از 0.5 LogMAR، یا مساوی یا بهتر از 1.3 LogMAR در چشم بهتر تعریف شده است. کوری به عنوان بهترین تصحیح بینایی بدتر از 1.3 LogMAR تعریف شده است.